# Кепина
Кепина — река в Приморском и Мезенском районах Архангельской области России.
Длина реки составляет 75 км. Площадь водосборного бассейна — 1000 км².
Река протекает по центральной части Беломорско-Кулойского плато. Берёт начало восточнее озера Кадь. Течёт с юго-запада на северо-восток. Сливаясь с рекой Котуга образует реку Сояна. Питание снеговое и дождевое. Основные притоки: Ёрна, Олмуга, Шоча (Моча), Отуга. Река протекает по территории Соянского заказника. В устье реки находится посёлок Кепино Соянского сельского поселения.

## Данные водного реестра
По данным государственного водного реестра России и геоинформационной системы водохозяйственного районирования территории РФ, подготовленной Федеральным агентством водных ресурсов:
- Бассейновый округ — Двинско-Печорский
- Речной бассейн — Кулой
- Водохозяйственный участок — Реки бассейна Белого моря от мыса Воронов до мыса Канин Нос (без реки Мезень)